# Leptapoderus unicolor
Leptapoderus unicolor là một loài bọ cánh cứng trong họ Attelabidae. Loài này được Olivier miêu tả khoa học năm 1807.